# (27500) Mandelbrot
(27500) Mandelbrot ist ein Asteroid des Hauptgürtels. Er wurde am 12. April 2000 vom italoamerikanischen Astronomen Paul G. Comba am Prescott-Observatorium (IAU-Code 684) in Arizona entdeckt.
Der Asteroid wurde nach dem französisch-US-amerikanischen Mathematiker Benoît Mandelbrot benannt.